# Fabián Turnes
Fabián A. Turnes (Buenos Aires, 12 gennaio 1965) è un ex rugbista a 15 e allenatore di rugby a 15 argentino, da giocatore mediano d'apertura e tre quarti centro; dal 2012 è co-allenatore dei Pampas XV, formazione che milita in Currie Cup.

## Biografia
Nato a Buenos Aires nel 1965, proveniente da famiglia da sempre nel rugby, Turnes iniziò a giocare a 5 anni; esordì in campionato nazionale nel Banco Nación nel 1983, e nel 1985 conobbe la sua prima selezione con la Nazionale maggiore dell'Argentina (vittoria di prestigio 24-15 contro la Francia a Buenos Aires); due anni dopo prese parte con la Nazionale alla Coppa del Mondo di rugby 1987; per molto tempo la sua ultima convocazione con i Pumas risalì al 1989, in quanto in quell'anno si trasferì in Italia e rimase fuori dal giro della Nazionale.
Nel campionato italiano giocò per San Donà, Cesena e Amatori Catania, dal 1989 al 1996; tornato in Argentina nel Banco Nación ritrovò anche la Nazionale, con la quale vinse il Sudamericano 1997.
Ritiratosi nel 1998, passò alla carriera tecnica nel 2001, con l'assunzione dell'incarico di allenatore dei Pumitas, gli Under-21 della Nazionale argentina; tenne l'incarico fino al 2004, poi nella stagione 2005 allenò il suo ex club, il Banco Nación; dopo le dimissioni di Marcelo Loffreda dalla guida della Nazionale maggiore, Turnes fu il tecnico in seconda del C.T. Santiago Phelan fino al 2012, allorquando Daniel Hourcade, uno dei tre tecnici dei Pampas XV, formazione federale argentina militante in Sudafrica, si dimise dall'incarico; la Federazione argentina affidò quindi a Turnes il ruolo lasciato libero da Hourcade.

## Palmarès
- Campionati sudamericani: 3
Argentina: 1985, 1987, 1997
- Campionati URBA: 2
Banco Nación: 1986, 1989